# 卡斯特爾國家公園
31°47′44.38″N 35°8′39.09″E / 31.7956611°N 35.1441917°E

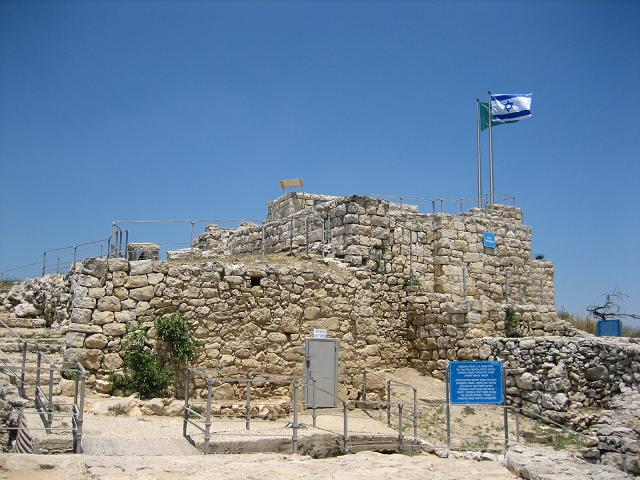

卡斯特爾國家公園是以色列的國家公園，位於該國中部，處於耶路撒冷以西8公里， 該公園全年對遊客開放，參觀公園的平均時間為3小時。